# Arisa Higashino
Arisa Higashino (en japonés: 東野有紗, Higashino Arisa; Iwamizawa, 1 de agosto de 1996) es una deportista japonesa que compite en bádminton, en la modalidad de dobles mixto.
Participó en dos Juegos Olímpicos de Verano, obteniendo dos medallas de bronce, en Tokio 2020 y París 2024, ambas en la prueba de dobles mixto (junto con Yuta Watanabe).
Ganó cuatro medallas en el Campeonato Mundial de Bádminton entre los años 2019 y 2023. En los Juegos Asiáticos consiguió tres medallas, oro en 2018 y plata y bronce en 2022.

## Palmarés internacional
| Juegos Olímpicos   | Juegos Olímpicos       | Juegos Olímpicos  | Juegos Olímpicos |
| Año                | Lugar                  | Medalla           | Prueba           |
| ------------------ | ---------------------- | ----------------- | ---------------- |
| 2020               | Tokio (Japón)          | Medalla de bronce | Dobles mixto     |
| 2024               | París (Francia)        | Medalla de bronce | Dobles mixto     |
| Campeonato Mundial |                        |                   |                  |
| Año                | Lugar                  | Medalla           | Prueba           |
| 2019               | Basilea (Suiza)        | Medalla de bronce | Dobles mixto     |
| 2021               | Huelva (España)        | Medalla de plata  | Dobles mixto     |
| 2022               | Tokio (Japón)          | Medalla de plata  | Dobles mixto     |
| 2023               | Copenhague (Dinamarca) | Medalla de bronce | Dobles mixto     |
| Juegos Asiáticos   |                        |                   |                  |
| Año                | Lugar                  | Medalla           | Prueba           |
| 2018               | Yakarta (Indonesia)    | Medalla de oro    | Equipo           |
| 2022               | Hangzhou (China)       | Medalla de plata  | Dobles mixto     |
| 2022               | Hangzhou (China)       | Medalla de bronce | Equipo           |